# Liste der Monuments historiques in Brou-sur-Chantereine
Die Liste der Monuments historiques in Brou-sur-Chantereine führt die Monuments historiques in der französischen Gemeinde Brou-sur-Chantereine auf.

## Liste der Bauwerke
| Bezeichnung            | Beschreibung | Standort                         | Kennzeichnung | Schutzstatus | Datum | Bild           |
| ---------------------- | ------------ | -------------------------------- | ------------- | ------------ | ----- | -------------- |
| Schloss mit Taubenturm | Erbaut 1545  | 3, avenue Victor-Thiébaut (Lage) | PA00086839    | Classé       | 1984  | weitere Bilder |

## Liste der Objekte
| Bezeichnung | Beschreibung          | Standort                        | Kennzeichnung | Schutzstatus | Datum | Bild |
| ----------- | --------------------- | ------------------------------- | ------------- | ------------ | ----- | ---- |
| Glocke      | Bronze, 1748 gegossen | in der Kirche St-Baudile (Lage) | PM77000193    | Inscrit      | 1942  |      |